# میچل باچله
بِرونیکا میچِل باچِلِه خِریا معروف به میچِل باچِلِه (به اسپانیایی: Michelle Bachelet)‏ (تلفظ اسپانیایی: [beˈɾonika miˈtʃel batʃeˈlet ˈxeɾja]) که با نام میشل باشله  هم خوانده میشود، (زادهٔ ۲۹ سپتامبر ۱۹۵۱ در سانتیاگو) سیاستمدار سوسیالیست، رئیس‌جمهور چپ‌گرای سابق کشور شیلی بین سال‌های ۲۰۰۶ تا ۲۰۱۰ میلادی، وزیر بهداشت، درمان و دفاع دورهٔ ریاست‌جمهوری ریکاردو لاگوس و کمیسر عالی حقوق بشر سازمان ملل(2018-2022) است.
وی در ۸ اوت ۲۰۱۸ به عنوان کمیسر عالی حقوق بشر سازمان ملل برای چهار سال (2018-2022) انتخاب شد.
میچل باچله پزشک متخصص اطفال، یکی از اعضای کابینه، مادر و رئیس آژانس زنان سازمان ملل متحد در سال‌های ۲۰۱۰ و ۲۰۱۳ است. او به‌عنوان نخستین رئیس‌جمهور زن شیلی و دومین زنی که در یک کشور آمریکای لاتین به قدرت می‌رسد و چهارمین رئیس‌جمهوری بود از ائتلاف چپ میانه که در دههٔ ۱۹۸۰ به منظور مخالفت با پینوشه تشکیل شد.
او در دوران دیکتاتوری ژنرال آگوستو پینوشه در سال‌های ۱۹۷۳ تا ۱۹۹۰ مورد شکنجه قرار گرفت. او دختر ژنرال آلبرتو باچله، چپ‌گرای تبعیدی است که در جریان حکومت دیکتاتوری خونین شیلی تا حد مرگ شکنجه شد.

## کمیسر عالی حقوق بشر سازمان ملل
میچل باچله در ۸ اوت ۲۰۱۸ به عنوان کمیسر عالی حقوق بشر سازمان ملل با تأیید مجمع عمومی سازمان ملل جایگزین زید رعد حسین از اعضای خاندان سلطنتی اردن که چهار سال در این سمت بود، شد.
این انتخاب به پیشنهاد آنتونیو گوترش، دبیرکل سازمان ملل بود.

### موضعگیری‌ها
- آنتونیو گوترش، دبیرکل سازمان ملل: «او در حالی عالی‌ترین مقام حقوق بشری سازمان ملل را می‌گیرد که جهان با «نفرت و نابرابری فزاینده» روبرو است.»[۶]

## ریاست جمهوری در شیلی
در کشور شیلی رؤسای جمهوری نمی‌توانند دو دوره پشت هم رئیس‌جمهور باشند اما امکان دوباره رئیس‌جمهور شدن را بعد از ایجاد فاصله بین دوره کاری‌شان، دارند.
انتخابات مقدماتی پس از معرفی و ارائه به کنگره در سپتامبر ۲۰۱۱ توسط رئیس‌جمهوری کنونی شیلی سباستین پینیرا، در اکتبر ۲۰۱۲ به تصویب کنگره رسید. استدلال پینیرا برای این ابتکار عمل، رسیدن به دموکراسی است. او با تغییر سیستم انتخاباتی و برگزاری انتخابات به صورت پیش‌فرض انتخابات، به دنبال دموکراتیک کردن بیشتر سیستم انتخاباتی این کشور است که البته به علت نواقص زیاد مورد انتقاد قرار گرفته بود.

## انتخابات ریاست جمهوری سال ۲۰۱۳ شیلی
وی نامزد حزب سوسیالیست شیلی در انتخابات ریاست جمهوری سال ۲۰۱۳ شیلی شد و در مرحله اول با ۴۷ درصد آراء، پیروز انتخابات شد.
انتخابات ریاست جمهوری شیلی در ۱۷ نوامبر ۲۰۱۳، برگزار شد و باچله با پابلو لانگویرا؛ محافظه‌کار افراطی و وزیر پیشین اقتصاد رقابت خواهد کردند. هر دو رقیب باچله جزء وزرای دولت سباستین پینیرا بودند. خانم باچله روز یکشنبه با کسب بیش از ۶۲ درصد آراء در دور دوم انتخابات ریاست جمهوری این کشور بر رقیب محافظه‌کار خود پیروز شد. این برای نخستین بار پس از سال ۱۹۸۹ میلادی بود که یک نامزد انتخابات ریاست جمهوری با این میزان رای پیروز شده بود. رئیس‌جمهور جدید شیلی در ماه مارس سال ۲۰۱۴ میلادی به قدرت رسید.

## نظرها و خط مشی

### بحران کرونا
در ۲۴ آوریل ۲۰۲۰ کمیسر عالی حقوق بشر در سازمان ملل متحد سرکوب مطبوعات و رسانه‌ها و ایجاد ترس و وحشت در بین روزنامه نگاران و خبرنگاران را در پی بحران کرونا محکوم کرد. او روی ارائه آزادانه اطلاعات تأکید کرد. وی تصریح نمود شماری از رهبران و روسای دولت‌ها به شکلی هدفمند نمایندگان رسانه‌ها را مورد تهدید قرار داده‌اند تا مانع فعالیت‌های آنان شوند.